# Rokitno Podlaskie
Rokitno Podlaskie – dawny kolejowy przystanek osobowy na wąskotorowej linii kolejowej Roskosz – Rokitno w Rokitnie, w powiecie bialskim, w województwie lubelskim, w Polsce.